# Blutfehde (1948)
Blutfehde (Originaltitel: The Swordsman) ist ein US-amerikanischer Abenteuerfilm aus dem Jahr 1948 von Joseph H. Lewis mit Larry Parks und Ellen Drew in den Hauptrollen. Der Film wurde von Columbia Pictures produziert.

## Handlung
Schottland am Ende des 17. Jahrhunderts. Barbara Glowan, Nichte des Clan-Oberhauptes Lord Glowan, trifft auf den jungen Alexander MacArden, der von seinem Studium aus London zurückgekehrt ist. Da die MacArdens  mit den Glowans in Fehde sind und Alexander in Barbara verliebt ist, gibt er sich als Donald Frazer aus. Sie reisen zusammen in einer Kutsche, bis Alexander an der örtlichen Kirche aussteigt. Barbara lädt ihn zu einer Feier auf das Schloss Glowan ein. Robert, Barbaras rachsüchtiger Cousin und ihr Verehrer, ärgert ihre Aufmerksamkeit für den Neuankömmling.
Alexander reist mit seinem Onkel Angus weiter zum Anwesen der MacArdens. Seinen Vater MacCoppin verärgert er mit seiner Absicht, für Frieden zwischen den beiden Clans sorgen zu wollen. Sein Cousin Ronald beschuldigt ihn der Feigheit, woraufhin Alexander seine Absicht erklärt, die Feier der Glowans zu besuchen. Angus begleitet ihn und beobachtet, wie er von Barbara als Donald Frazer vorgestellt wird. Am Ende der Feier will Angus mit Alexander aufbrechen. Kurz vor der Abfahrt klärt Alexander Barbara auf, dass er in Wirklichkeit ein MacArden ist und sich mit ihr später an der Kirche treffen will. 
Robert und sein Bruder Colin entdecken den wartenden Angus und greifen die Kutsche der MacArdens unterwegs an. Bei dem Kampf wird Angus verwundet und Colin getötet. Robert, von Alexander entwaffnet, kann fliehen. Barbara, auf dem Weg zur Kirche, wird zum Schloss zurückbeordert, wo Robert behauptet, dass er und Colin von den MacArdens angegriffen worden sei. Barbara hört Roberts Plan, zusammen mit seinem anderen Bruder Bruce Alexander an der Kirche gefangenzunehmen. Sie schickt ihren Cousin Murdoch aus, um Alexander zu warnen. Bruce fängt Murdoch ab und fordert, dass er seinen Auftrag nicht durchführt. Als Murdoch sich weigert, wird er von Bruce getötet. 
Robert besteht darauf, Barbara zu begleiten. Im Glauben, dass Alexander in Sicherheit sei, willigt sie ein. An der Kirche treffen sie auf Alexander, der glaubt, dass Barbara ihn verraten habe. Alexander wird festgenommen und des Mordes an Colin angeklagt. Trotz Barbaras Versicherung, dass er unschuldig sei, wird er zum Tode verurteilt. Auch nach einem Besuch in seiner Zelle ist Alexander davon überzeugt, dass Barbara ihn verraten hat. Kurze Zeit später findet der alte Diener Andrew die Leiche Murdochs im Wald und unterrichtet Barbara. Nun wird Barbara klar, dass Alexander nicht gewarnt wurde. Sie sucht Angus auf und informiert ihn von Alexanders Schicksal. Angus versichert sich Barbaras Hilfe, die eine anonyme Nachricht an die Glowans aufsetzt, in der angegeben wird, dass Murdochs Leiche in Andrews Häuschen zu finden sei. Bruce hegt den Verdacht, dass Andrew ihn erpressen will und sucht dessen Haus auf. Dort wird er von MacCoppin MacArden erwartet und festgenommen. 
Mit Ronald und Angus reitet MacCoppin zum Schloss der Glowans und bietet Bruce im Austausch für Alexander an. Lord Glowan akzeptiert, doch Robert beleidigt die Ehre der MacArdens. Ronald ohrfeigt Robert, was zu einem Duell führt. Kurz vor dem Duell trifft sich Alexander mit Barbara in der Kirche. Er erklärt ihr, dass er sie liebe, aber Schottland verlassen wolle. Er fragt sie, ob sie ihn begleiten werde. Barbara bittet ihn zu bleiben und das Blutvergießen zu beenden. Durch Barbara besänftigt sucht Alexander Lord Glowan auf und bietet ihm per Handschlag den Frieden an. Der Lord akzeptiert, doch Robert und Bruce planen die Auslöschung der MacArdens. Einen angeblichen Jagdausflug nutzen die beiden, um Männer zu engagieren, die das Anwesen der MacArdens nach der Feier des Friedenspaktes angreifen. Barbara wird misstrauisch und reitet zu den MacArdens. Unterwegs erfährt sie von Roberts Gruppe und schickt eine Warnnachricht an Lord Glowan. Als die Feier endet und die Gäste das Schloss der MacArdens verlassen haben, gibt Robert das Zeichen zum Angriff. In diesem Moment erscheint Barbara, die die MacArdens warnen will. Im Kampf wird Bruce von MacCoppin in Notwehr getötet. Während Roberts Männer das Schloss belagern, kommt es zwischen Robert und Alexander zu einem Schwertduell. Die Ankunft von Lord Glowan mit seiner Streitmacht beendet das Duell. Lord Glowan klagt Robert des Verrats an und verurteilt ihn zum Tode. Alexander und Barbara können nun heiraten und die beiden Clans vereinigen.

## Produktion

### Hintergrund
Gedreht wurde der Film vom 4. Oktober bis zum 5. Dezember 1946 auf der Movie Ranch von Ray Corrigan in Simi Valley und in Mammoth Lakes.
Auf dem Gelände der Movie Ranch wurde ein Nachbau eines schottischen Schlosses errichtet.
In seinem Buch The Films of Joseph H. Lewis führt Autor Mike Grost einen Kommentar des Regisseurs an, in dem Lewis erläutert, dass das ursprüngliche Drehbuch als Western konzipiert war. Lewis selber schlug vor, die Geschichte in das Schottland des 16. Jahrhunderts zu übertragen.

### Stab
Stephen Goosson und A. Leslie Thomas oblag die künstlerische Leitung. Jean Louis war für das Kostümbild zuständig. Musikalischer Direktor war Morris Stoloff.

### Besetzung
In kleinen nicht im Abspann erwähnten Nebenrollen traten Peter Brocco, Harry Cording, Lumsden Hare, Lilyan Irene, Terry Kilburn, Jock Mahoney und Ray Teal auf.

## Veröffentlichung
Die Premiere des Films fand am 2. Januar 1948 statt. In der Bundesrepublik Deutschland kam er am 16. November 1951 in die Kinos, in Österreich bereits am 11. Mai 1950. Im deutschen Fernsehen wurde er auch unter dem Titel Blutfehde der Clans ausgestrahlt, im österreichischen Fernsehen als Verrat in Schottland.

## Kritiken
Das Lexikon des internationalen Films schrieb: „Aktionsreiches und spannendes Kostümdrama.“